# 小野恒柯
小野 恒柯（おの の つねえだ）は、平安時代初期から前期にかけての貴族・書家。出羽守・小野滝雄の子。官位は従五位上・播磨守。

## 経歴
右京出身。祖父・永見は征夷副将軍、父・滝雄は出羽守と東北地方の経営にあたった家柄を出自とする。
仁明朝の承和2年（835年）少内記、のち大内記に昇進し、美作掾・近江大掾を兼ねた。承和8年（841年）式部大丞に転じるが、同年12月に賀福延らが渤海使として長門国に来着した際には、少外記・山代氏益と共に存問渤海客使を務めている。承和11年（844年）従五位下に叙爵し、のち大宰少弐として地方官に転じる。少弐在職中に筑前守・紀今守と論争し、参議兼勘解由長官・滋野貞主から批判を受けている。
文徳朝では、仁寿3年（853年）右少弁、仁寿4年（854年）播磨守を歴任するが、播磨守としての統治は簡素で要点をよく押さえていることを重視したが、開明的ではないと評された。
清和朝の貞観元年（859年）には従五位上に叙せられるが、翌貞観2年（860年）5月18日卒去。享年53。最終官位は散位従五位上。

## 人物
若い頃から学問を好んだ。非常に文才があり、草書・隷書を得意とした。その能筆は当時群を抜いて優れており、書を習う者は皆その書跡を手本とし、恒柯の書いた書状を手に入れた者は愛重しないものはいなかったという。
性格はうわべを飾り立てることが無く、ありのままに振る舞った。一方で、自尊心が高く、傲り高ぶるところがあった。

## 官歴
『六国史』による。
- 承和2年（835年） 日付不詳：少内記
- 時期不詳：大内記。兼美作掾。兼近江大掾
- 時期不詳：正六位上
- 承和8年（841年） 日付不詳：式部大丞。12月25日：存問渤海客使
- 承和11年（844年） 正月7日：従五位下
- 嘉祥2年（849年） 日付不詳：見大宰少弐
- 仁寿3年（853年） 正月16日：右少弁
- 仁寿4年（854年） 正月16日：播磨守
- 貞観元年（859年） 11月19日：従五位上
- 貞観2年（860年） 5月18日：卒去（散位従五位上）

## 系譜
- 父：小野滝雄[2]
- 母：不詳
- 生母不明の子女
  - 男子：小野国梁[3]
  - 男子：小野今井[3]